# Лобенко Анатолій Олександрович
Анатолій Олександрович Лобенко (нар. 17 липня 1937, село Мостове Доманівського району Миколаївської області — 8 липня 2020, місто Одеса) — український медик, ортопед-травматолог, фахівець у галузі морської медицини. Академік Національної академії медичних наук України, обраний 22.03.1993 р. за спеціальністю морська медицина, почесний член Нью-Йоркської академії наук, дійсний член Міжнародної академії інформатизації, почесний член дорадчої Ради Міжнародного біографічного центру (Кембрідж), доктор медичних наук (1985 р.), професор (1987 р.), заслужений лікар України, заслужений діяч науки та техніки України. Народний депутат України 1—2-го скликань.

## Біографія
Народився в родині службовців.
У 1955—1958 роках — студент Одеського військово-морського училища. У 1958—1964 роках — студент Одеського медичного інститут імені Пирогова.
Одночасно, у листопаді 1958 — червні 1963 року — фельдшер Одеського обласного лікувально-санаторного управління.
Член КПРС з 1959 по 1991 рік.
У серпні — листопаді 1964 року — судновий лікар басейнової санепідемстанції Чорноморсько-Азовського водздороввідділу міста Одеси. У листопаді 1964 — березні 1965 року — дільничний лікар лікарні моряків порту міста Миколаєва. У березні 1965 — квітні 1966 року — судновий лікар на суднах закордонплавання басейнової санепідемстанції Чорноморсько-Азовського водздороввідділу міста Одеси.
У квітні 1966 — квітні 1967 року — виконувач обов'язків головного лікаря поліклініки Одеського морського порту. У квітні 1967 — грудні 1972 року — головний лікар медико-санітарної частини Одеського морського порту.
Одночасно, з 1968 року — аспірант, асистент, доцент кафедри ортопедії, травматології та військово-морської хірургії Одеського медичного інституту, професор морської медицини, з 1985 до 2005 року — завідувач кафедри морської медицини та професійних хвороб факультету вдосконалення лікарів Одеського державного медичного університету, від 2005 року — професор кафедри професійної патології, клінічної лабораторної і функціональної діагностики Одеського національного медичного університету.
У 1970 році захистив кандидатську дисертацію «Деформовний спондильоз поперечного відділення хребта у робітників Одеського морського порту».
У грудні 1972 — червні 1992 року — головний лікар Чорноморської басейнової центральної клінічної лікарні на водному транспорті Міністерства охорони здоров'я УРСР у місті Одесі.
У 1985 році захистив докторську дисертацію «Травматизм (лікування, профілактика) на суднах морського транспортного флоту СРСР».
18 березня 1990 року обраний Народним депутатом України 1-го скликання, 2-й тур 50.14 % голосів, 7 претендентів. Член Комісії ВР України з питань здоров'я людини. У липня 1994 року обраний Народним депутатом України 2-го скликання.
У червні 1992 — липні 1999 року — генеральний директор Українського науково-практичного об'єднання «Медицина транспорту» у місті Одесі. У 1997—2005 роках — директор державного підприємства «Український науково-дослідний інститут морської медицини» у місті Одесі.

## Наукова діяльність
Один з провідних учених в галузі морської медицини, фундатор цього напряму в Україні. Основні наукові дослідження спрямовані на вивчення механізмів фенотипової адаптації людини до умов трудової діяльності у Світовому океані, причин дезадаптації та особливостей формування патології у моряків. Ним розроблені теоретичні основи рідкокристалічної термографії, методологія використання цього методу в медицині, вивчені хронобіологічні механізми змін серцево-судинної, дихальної, імунної та ендокринної систем людини під впливом суднових та рейсових факторів; розкриті біомеханізми функціонування опорно-рухового апарату та характер змін в організмі під час трансконтинентальних переходів, що дозволило розробити методологію прискорення адаптації до умов плавання, підвищення працездатності, профілактики та реабілітації моряків. У практику морської медицини введені нові діагностичні підходи та системи лікування захворювань серця, шлунково-кишкового тракту, дихальної системи, опорно-рухового апарату.
Член президії Всеукраїнського товариств ортопедів-травматологів і соціал-гігієністів України; експерт Всесвітньої організації охорони здоров'я (з 1984). Член Всесвітньої ради морських медиків, Всесвітньої організації хірургів і ортопедів-травматологів. Головний редактор журналу «Вісник морської медицини», член редакційних колегій ряду провідних наукових журналів.
Автор понад 800 наукових праць, в т. ч. 17 монографій, 9 навчальних посібників, 30 винаходів. Підготував 17 докторів та 46 кандидатів наук.
Основні наукові праці: «Дегенеративно-дистрофические заболевания позвоночника у лиц плавсостава» (1989 р.); «Компенсаторно-приспособительные механизмы у моряков» (1991 р.); «Справочник судового врача» (1991 р.); «Жидкие кристаллы в морской медицине» (1992 р.); «Лучевая диагностика неспецифического остеомиелита» (1993 р.) та ін.

## Нагороди
- Медалі
- Почесна грамота Президії Верховної Ради УРСР
- Золота та срібна медалі ВДНГ СРСР
- Почесні звання «Заслужений лікар УРСР», «Почесний працівник Міністерства морського флоту СРСР», «Заслужений діяч науки і техніки України».